# 查尔迪兰战役
查爾迪蘭戰役 （波斯語：جنگ چالدران）發生於1514年8月23日，鄂圖曼帝國在這次戰役中擊敗波斯薩法維王朝，進而併吞原屬於薩法維王朝的安那托利亞東部與伊拉克北部領土，這也是鄂圖曼人首次掌握東安納托利亞的疆域，儘管在日後的幾個世紀中波斯軍隊曾短暫地重新佔領上述地區，但這場戰役仍成為波斯歷史上西部邊界的分水嶺，鄂圖曼帝國最終經過多場戰爭以及簽訂多紙條約後，成功得到這些地方的統治權，直到數個世紀後鄂圖曼帝國解體才失去對東部領地的掌控。
由於查爾迪蘭戰役的勝利，鄂圖曼帝國曾短暫控制了薩法維王朝西北部的領土。然而，這場戰鬥只是兩國長達41年毀滅性戰爭的開端，直到1555年雙方簽屬阿馬西亞和約才暫告一段落。雖然美索不达米亚和西亞美尼亞曾在阿拔斯大帝統治時期被薩法維王朝重新奪回，但兩地仍在1639年的佐哈布條約永久地被割讓給鄂圖曼帝國。
鄂圖曼人在查爾迪蘭戰役中，擁有一支規模龐大且裝備量好的軍隊，數量大約在六萬到十萬人之間，並且帶有大量的重型火砲與火繩槍，而薩法維王朝的波斯軍隊則僅有約四萬到八萬人左右，且未攜帶火炮等任何火器。伊斯玛仪一世在戰鬥中負傷並差點就遭鄂圖曼的軍隊俘虜，伊斯瑪儀一世的兩名妻子則被塞利姆一世擄獲，至少其中一名妻子後來下嫁給塞利姆的大臣。伊斯瑪儀在這次戰敗後便引退到他的宮殿深處，自此退出參與國家政事並再也沒有率軍進行任何一次軍事行動。
查爾迪蘭戰役具有重要的歷史意義，因為它不僅否定了奇茲爾巴什（紅頭軍）信仰的什葉派穆里希德是絕對正確的觀點，此戰獲勝後鄂圖曼帝國更成功贏得波斯西北部的領土，奠定了日後鄂圖曼與薩法維王朝疆界的基礎，查爾迪蘭戰役同時讓位處兩國邊界的庫爾德部落領袖們成功保有其半獨立性，庫爾德人也因為這場戰役的影響，而將他們的效忠對象從薩法維王朝改為效忠鄂圖曼帝國。

## 背景

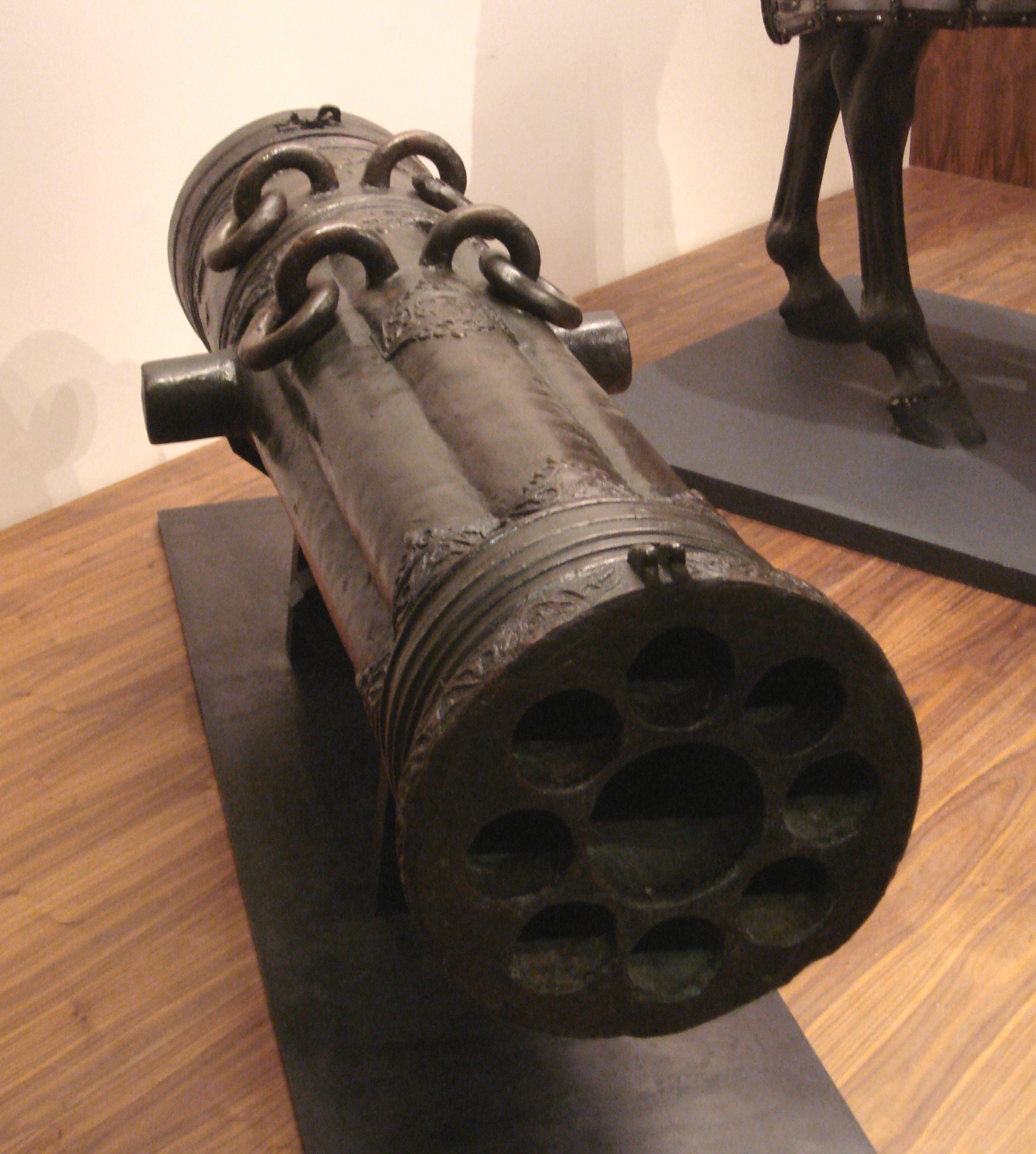
十六世紀早期鄂圖曼軍隊使用的火炮

在塞利姆一世擊敗他的兄弟們並成功拿下鄂圖曼蘇丹的寶座後，塞利姆開始有心力將他的注意力轉向鄂圖曼帝國內部的騷亂中，塞利姆認為這是因為信奉什葉派的奇茲爾巴什在背後搧風點火，才導致他帝國東部的省份動盪不安，奇茲爾巴什們不但支持塞利姆的王位競爭對手向塞利姆的王座發起挑戰，還得到巴耶濟德二世的默許。塞利姆擔心他們會煽動人民反對他的統治，轉而支持擁有先知血統的什葉派領導者 - 薩法維王朝的沙阿伊斯瑪儀一世。因此塞利姆在獲得遜尼派烏里瑪的支持後，便開始蔑稱伊斯邁爾和奇茲爾巴什們是「不信奉真主的人與異教徒」，由於擁有伊斯蘭教法法學者們的背書，因此塞利姆能夠在鄂圖曼帝國東部以屠殺什葉派信徒的殘酷方式平息內亂，為此伊斯瑪儀一世指責塞利姆侵害無辜的穆斯林同胞，更違反宗教法規使人民無辜流血。
塞利姆在剿滅安那托利亞地區騷亂的軍事行動中，他決定懲罰由什葉派叛軍發起的叛亂行為，因此下令處決人數高達四萬左右的奇茲爾巴什士兵。塞利姆日後更發布詔令，全面禁止波斯商人進入鄂圖曼帝國的疆域，希望透過嚴格的禁止貿易手段打垮薩法維王朝的經濟基礎。
當塞利姆開始向東進軍波斯時，薩法維王朝東部的領土同時被布哈拉汗国入侵，數年前伊斯瑪儀一世曾與布哈拉汗國的可汗穆罕默德·昔班尼在梅爾夫戰役交手過。為了避免同時面臨兩線作戰的不利情況，伊斯瑪儀決定在西部戰線對塞利姆採取焦土政策以拖延鄂圖曼帝國的進攻行動。
塞利姆率領的鄂圖曼軍隊很快因為伊斯瑪儀的焦土策略、亚美尼亚高原崎嶇艱困的地形以及他們正與同為信仰伊斯蘭教的穆斯林進行戰爭而感到滿腹牢騷，土耳其新軍們甚至向塞利姆的帳篷發射他們的火槍表示抗議。因此當塞利姆得知薩法維王朝的軍隊在查爾迪蘭集結時，為了阻止軍隊對他的極度不滿，塞利姆迅速決定與伊斯瑪儀一世開戰。

## 戰鬥

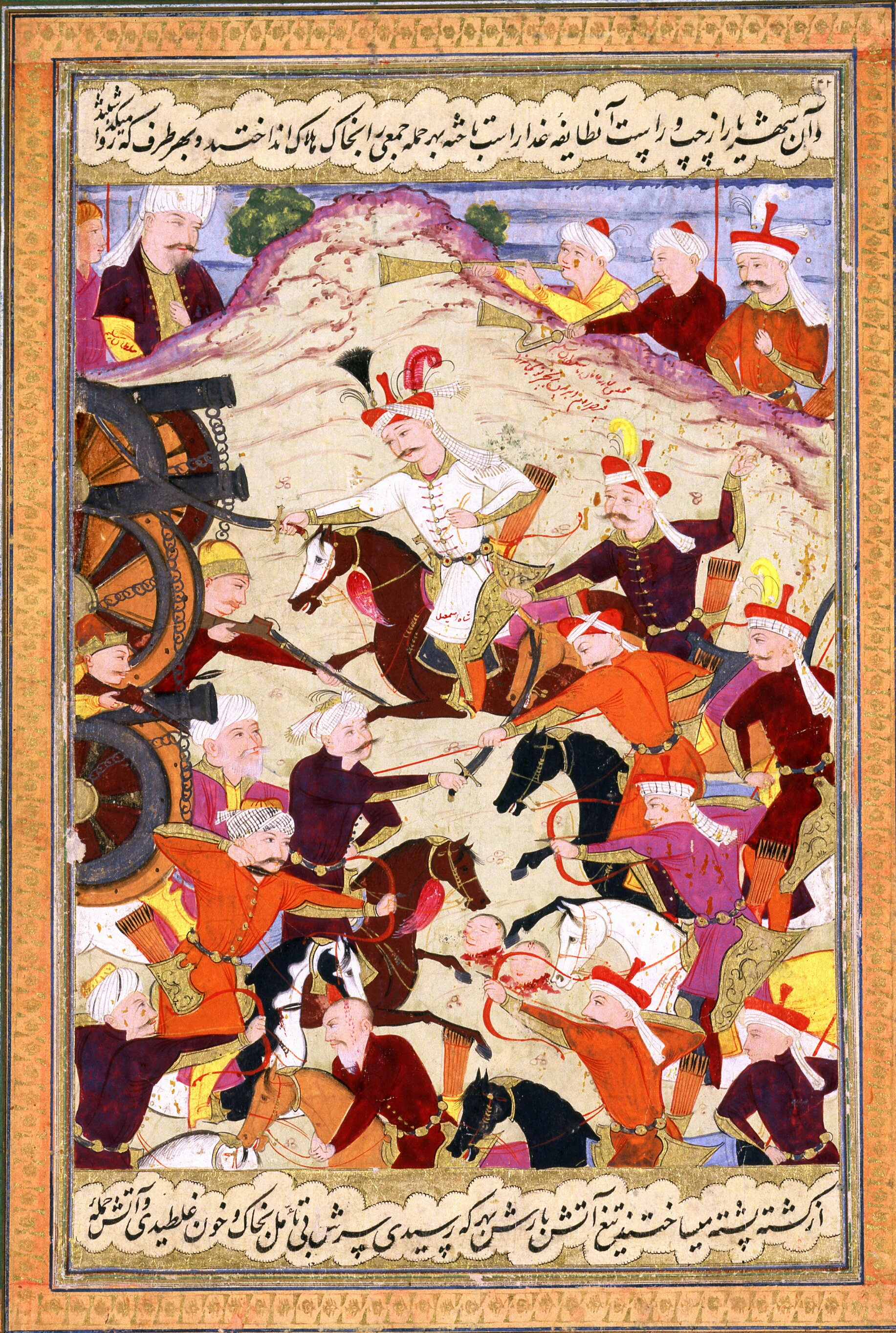
伊斯瑪儀一世親率波斯騎兵朝鄂圖曼軍隊的陣地發起攻擊

在這場戰役中，鄂圖曼人用推車圍繞成屏障，並在其後方部署了數百門重型火炮與數千名裝備有火槍的土耳其新軍士兵，而薩法維王朝的軍隊則並未攜帶任何火炮或是火槍，波斯人僅依靠骑兵部隊與鄂圖曼的軍隊作戰。戰鬥中波斯騎兵決定攻擊鄂圖曼軍隊的側翼，以避免被鄂圖曼人布置於隊伍中心的炮兵攻擊，然而鄂圖曼帝國的大炮裝有可轉動炮口方向的輪軸，因此擁有絕佳的機動性，使薩法維王朝的騎兵持續遭受槍炮火力的殺傷，在強大的火炮壓制下薩法維王朝的軍隊損失慘重，進而遭鄂圖曼人擊敗，多名波斯軍隊指揮官也在此役中陣亡。鄂圖曼人擁有先進的火器是這場戰鬥獲勝的決定性因素，而只裝備傳統武器的薩法維王朝部隊則被徹底擊潰。此外，與鄂圖曼帝國的軍隊不同，薩法維王朝的部隊還飽受糟糕的作戰計劃和軍隊紀律鬆散等負面影響。

## 影響
在鄂圖曼軍隊獲勝後，塞利姆於1514年9月7日占領薩法維王朝的首都大不里士 。由於土耳其新軍們的厭戰與不滿聲浪，使塞利姆無法在攻陷大不里士之後繼續向東追擊伊斯瑪儀的軍隊，因此鄂圖曼軍隊在洗劫這座城市後便撤軍回國了，不過鄂圖曼帝國仍成功佔領東安納托利亞（包括西亞美尼亞）和原屬於薩法維王朝的北美索不達米亞地區。然而在接下來的數十年裡，經歷了漫長的鄂圖曼-薩法維戰爭，上述地區在兩國間多次易手，直到雙方於1555年簽訂阿馬西亞和約後，兩國的邊界才正式劃定。
伊斯瑪儀在他兩名心愛的妻子被塞利姆俘虜後傷心欲絕，從此沉溺於酒精之中。戰敗後伊斯瑪儀戰無不勝的無敵光環也隨之破滅，由於他的自信心與傲氣在查爾迪蘭戰役後徹底消失，此後伊斯瑪儀再也沒有參與任何戰役或管理國家政事。
薩法維王朝在查爾迪蘭戰役失敗後，波斯人開始大幅改革其陳舊的軍事體系。火槍從此成為波斯軍隊中必備的武器，伊斯瑪儀的兒子太美斯普一世在日後的戰役中也攜帶火砲等重型武器投入戰鬥。
在鄂圖曼軍隊撤退返回國內的路程中，他們沿途不斷受到隸屬薩法維王朝喬治亞轻骑兵的騷擾，喬治亞輕騎兵持續追擊直到深入鄂圖曼帝國的領地內。
在查爾迪蘭戰勝薩法維王朝並解除來自東方的威脅後，塞利姆一世於1516年率軍南征埃及的馬穆魯克王朝，並接連在鄂圖曼-馬穆魯克戰爭中擊敗馬穆魯克的軍隊，鄂圖曼帝國最終於1517年成功併吞了整個馬穆魯克王朝的領土。

## 評價
查爾迪蘭戰役結束後，塞利姆提到因戰敗而一蹶不振的伊斯瑪儀，塞利姆評論他的對手：「酗酒直到爛醉神志不清的地步，並且完全撒手不管國家政事」。

## 圖集

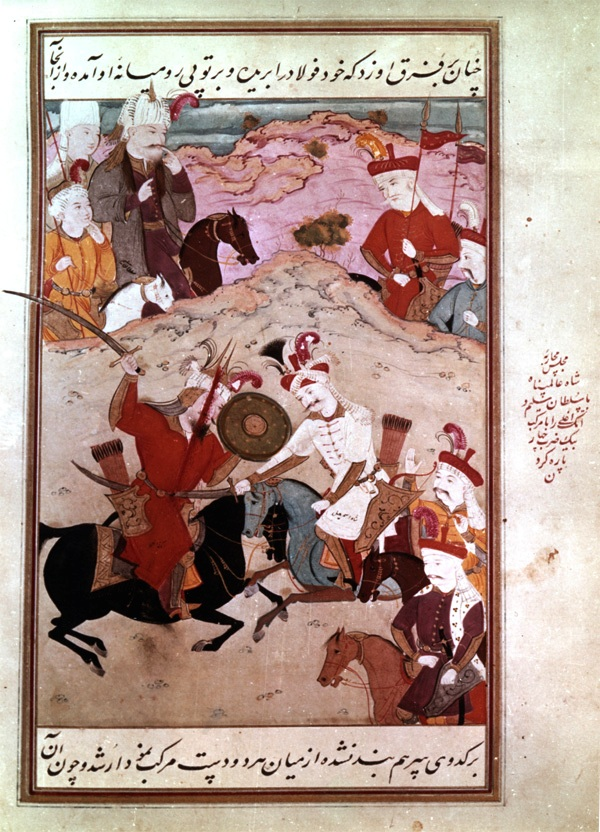
伊斯瑪儀一世於查爾迪蘭戰役中殺死一名鄂圖曼指揮官
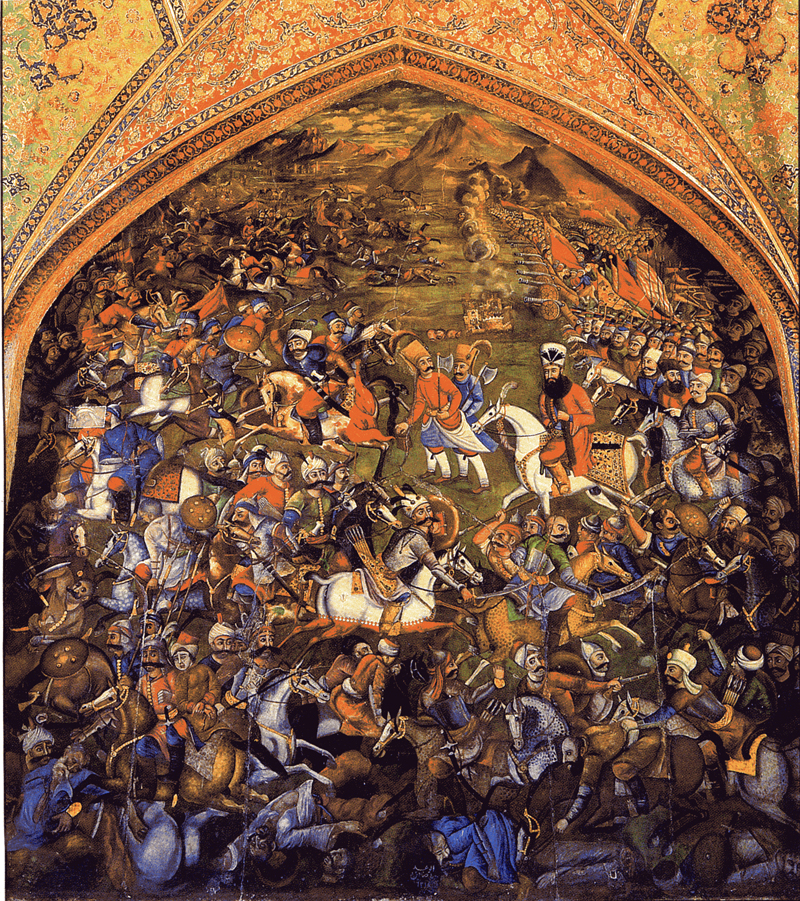
位於伊斯法罕四十柱宮內描繪查爾迪蘭戰役的壁畫
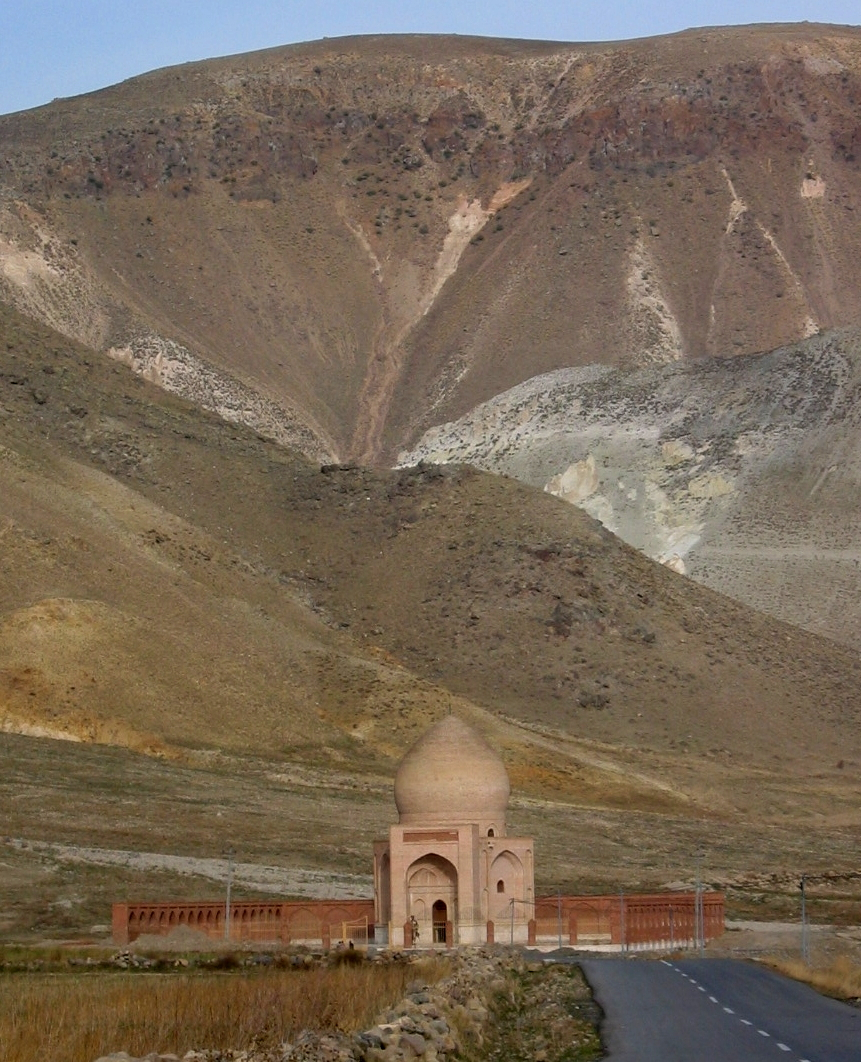
建於戰場遺址上的查爾迪蘭戰役紀念建築物